# Základní škola Prachatice, Zlatá stezka 240
Základní škola Prachatice, Zlatá stezka 240, známá též mezi místními pod názvem Sova (podle sochy kamenné sovy v průčelí) se nachází v jižní části města Prachatice.   

## Budova
Jednopatrová budova s bohatě zdobenou fasádou byla značně ovlivněna tehdy populárním secesním stylem. Prostory mezi jednotlivými okny i patry jsou zdobeny rostlinnými motivy. Budova má kromě jednoho průčelí i dvě křídla, v 60. letech 20. století byla rozšířena o řadu typizovaných pavilonů, kde byly otevřeny další třídy.

## Historie
Budova vznikla v době rychlého rozvoje Prachatic na přelomu 19. a 20. století. Dokončena byla v roce 1903. a původně sloužila jako domov pro studenty (německy Studentenheim), pro které by dojiždění do Prachatic bylo příliš časově nebo technicky náročné. Realizaci stavby provedl v Prachaticích působící stavitel Rudolf Zobel. Až do zrušení původního německého gymnázia v roce 1923 byla pro tento účel využívána; po roce 1934 zde sídlila německá obecná i měšťanská škola. Po skončení druhé světové války nemělo již význam vyučovat v německém jazyce vzhledem k vysídlení německého obyvatelstva a sloužila jako škola řemeslná, kde bylo vyučováno truhlářské a tesařské řemeslo. Tato škola působila v Prachaticích až do roku 1951, kdy byla přesunuta do Volyně. Od 60. let slouží jako základní škola. Vzhledem k nedostatku školských kapacit v Prachaticích byla tato škola postupně rozšířena o několik pavilonů, které se nacházejí jihozápadním směrem od původní budovy. Pavilony jsou přízemní a některé i patrové.

## Galerie

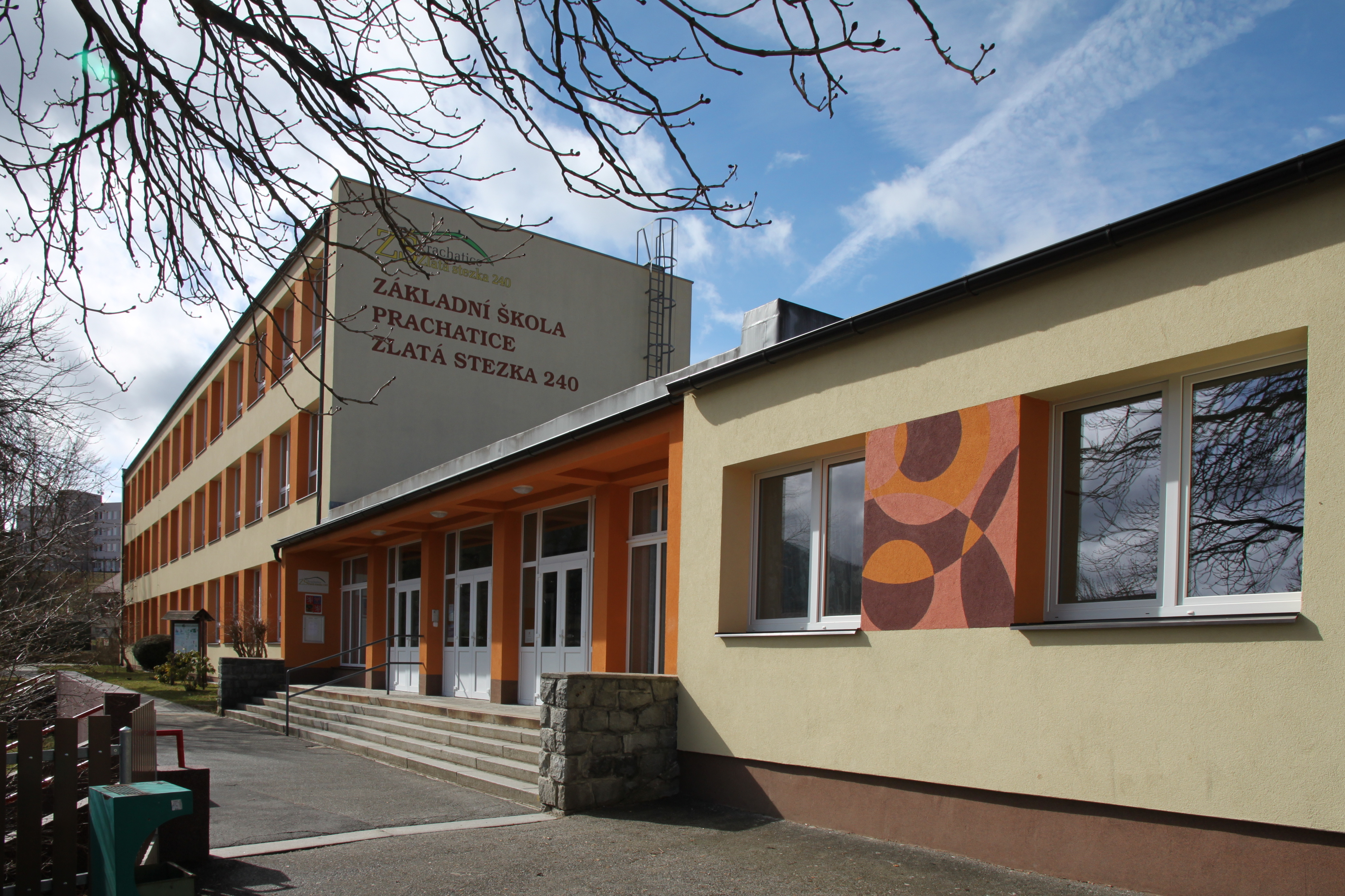
Hlavní vchod do školy
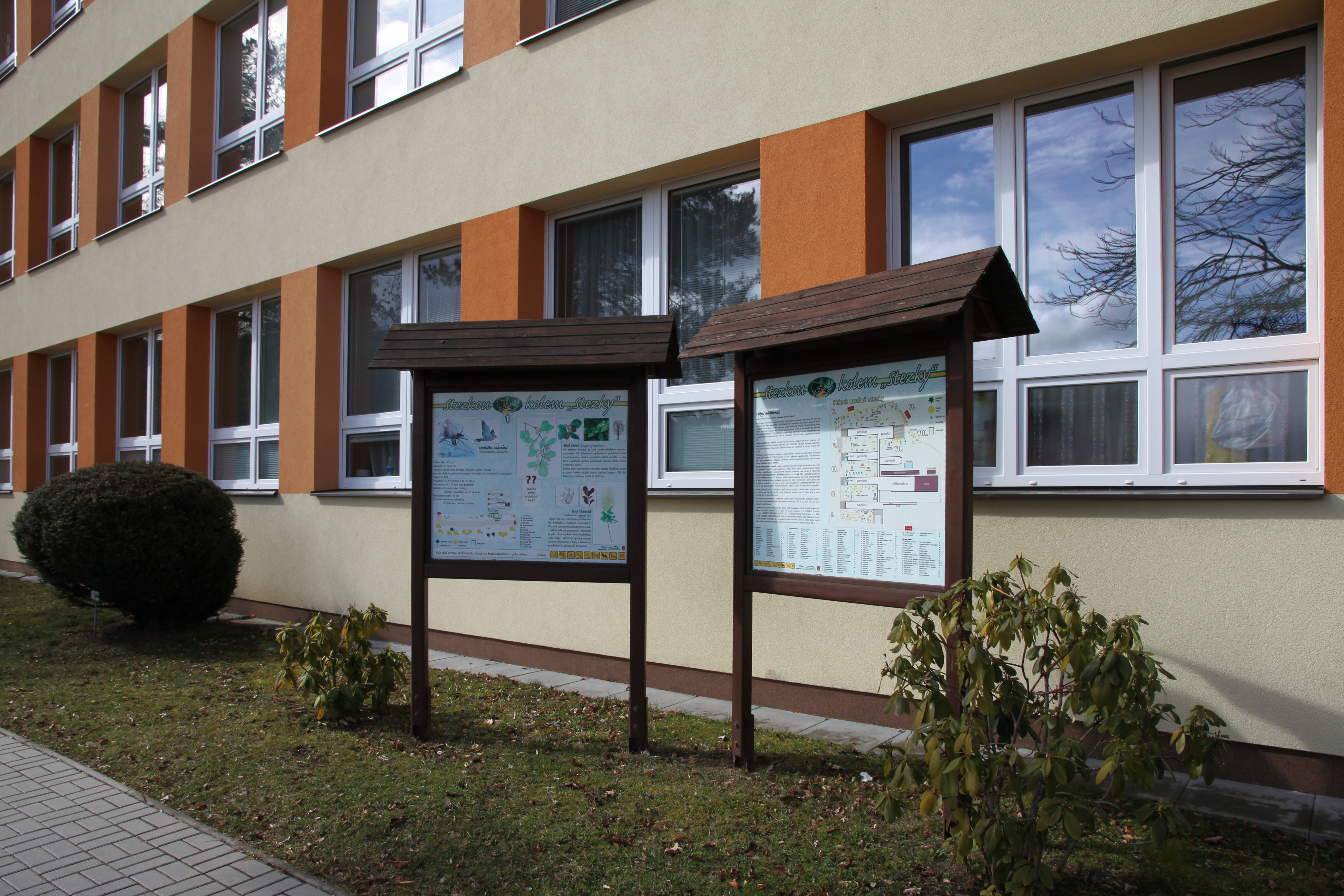
Kolem školy vede naučná stezka
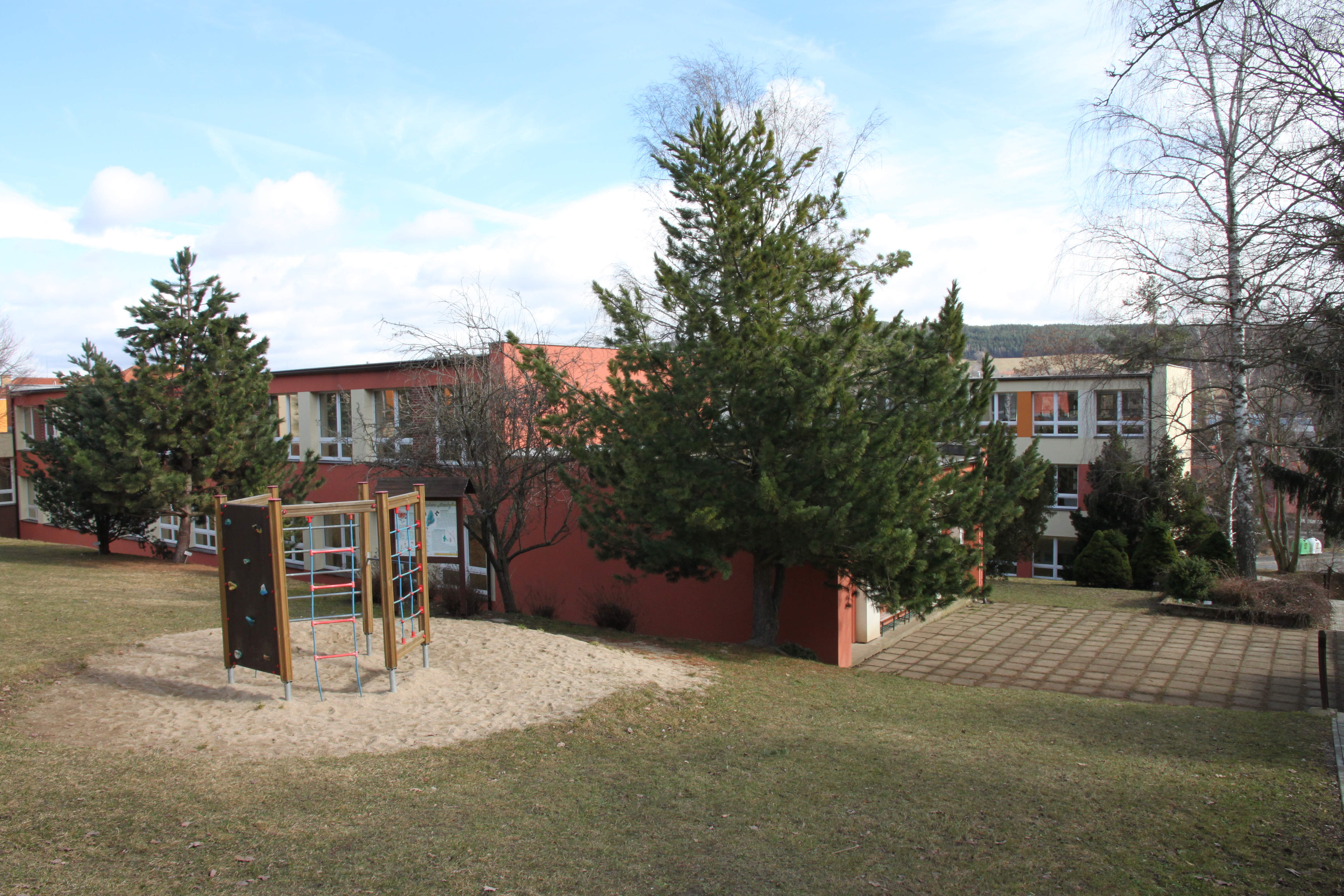
Pohled na zahradu a pavilony od Z
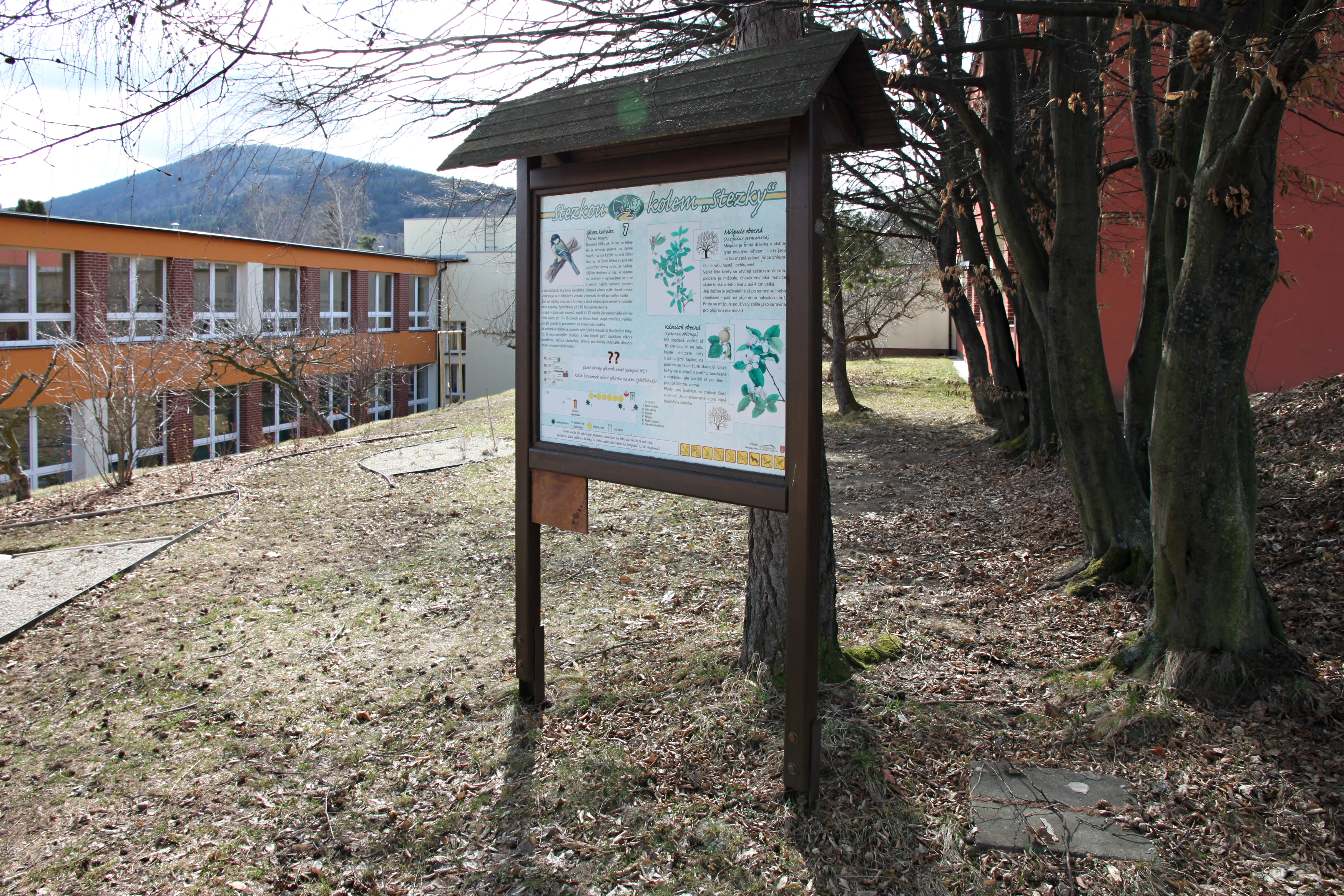
7. zastavení naučné stezky